# Уоткинс, Джино
Генри Джордж «Джино» Уоткинс (англ. Henry George Watkins; 29 января 1907, Лондон — 20 августа 1932, Восточная Гренландия) — британский полярный исследователь — руководитель трёх арктических экспедиций, первую из которых возглавил в возрасте всего девятнадцати лет. Наибольшую известность получил за результаты работы экспедиции в Восточную Гренландию 1931—1932 годов, которая была признана самой успешной британской арктической миссией за прошедшие пятьдесят лет. Погиб в возрасте 25 лет во время охоты на тюленей.

## Биография
Джино Уоткинс родился в Лондоне в семье полковника Колдстримской гвардии (старейшего подразделения регулярной армии Англии) Генри Джорджа Уоткинса и его супруги Дженни Хелен — дочери видного британского политика Болтона Монселла. Начальное образование получил в колледже Лэнсинг в Сассексе, а затем учился в Тринити-колледже (Кембридж) на инженера, но учёную степень так и не получил.
В 1923 году семья Уоткинсов съездила в Шамони, где Джино открыл в себе страсть к альпинизму. Последующие школьные каникулы он проводил в Озёрном крае, а также провёл один летний сезон в Швейцарии, где совершил ряд восхождений, дающих право на членство в Альпийском клубе. С таким же энтузиазмом и основательностью во время учёбы в Кембридже он учился ходить на лыжах. В конце 1925 года Уоткинс первым вступил в Кембриджскую школу лётной подготовки.

### Экспедиции на Шпицберген и Лабрадор
Ещё во время учёбы на первых двух курсах Тринити-колледжа Уоткинс прослушал ряд лекций Реймонда Пристли (участника экспедиций Шеклтона и Скотта), после которых заинтересовался темой полярных исследований. Пристли познакомил его с Джеймсом Уорди, который пообещал ему место в планировавшейся экспедиции в Восточную Гренландию в 1927 году, но она по ряду причин не состоялась. Тогда Уоткинс в кратчайшие сроки организовал свою собственную экспедицию на остров Эдж — третий по величине остров архипелага Шпицберген, на котором до этого работала лишь Русско-Шведская экспедиция 1899—1901 (Russo-Swedish Arc of Meridian Expedition), и о котором не было ничего известно, за исключением очертаний его береговой линии.
Экспедиция получила поддержку Королевского географического общества, которое выделило грант в 100£, а также университетского фонда, который выделил ещё 150£. В состав участников вошли геодезист Генри Мосхед (ветеран британских экспедиций на Эверест 1921 и 1922 годов и других), геолог Н. Фолкон, доктор Хью Вудман, биолог Э. Лоундес, физик Ричард Вулли, географ Вернон Форбс, орнитолог К. Т. Дэлгети (англ. C. T. Dalgety) и биолог/ботаник Э. Г. Мичелмор. Экспедиция провела на острове всего четыре недели, из которых хорошая погода стояла лишь в течение пяти дней. Но несмотря на то, что из-за погоды многие из запланированных работ осуществить не удалось, общие достигнутые результаты оказались хорошими, и были опубликованы в The Geographical Journal (в частности, была составлена отличная карта Эджа). Но самым удивительным аспектом экспедиции было то, что она была организована и возглавлялась студентом, которому даже не было двадцати лет, при том, что некоторые из её именитых участников были старше его в два раза.
На следующий год Уоткинс предпринял экспедицию в южную часть полуострова Лабрадор для определения южных территориальных границ между Канадой и Ньюфаундлендом. С июля 1928 по май 1929 года вместе с Джеймсом Скоттом он занимался картографированием неизученных областей обширного бассейна реки Гамильтон, совершив при этом несколько продолжительных путешествий на каяках и санных упряжках. Подробный отчёт об экспедиции River Exploration in Labrador by Canoe and Dog Sledge был опубликован в феврале 1930 года Королевским географическим обществом.

### Британская экспедиция для исследования арктического воздушного пути
Следующей целью Уоткинса стала экспедиция в Гренландию, в ходе которой, помимо целого ряда других исследований, в том числе картографирования береговой линии восточного побережья к северу от Ангмагссалика, планировалось изучение метеоусловий на гренландском ледяном щите с целью определения возможности организации трансатлантических полётов из Англии в США и Канаду по кратчайшему маршруту (через Фарерские острова, Исландию, Гренландию, Баффинову Землю и Гудзонов залив). Несмотря на молодость, Уоткинсу удалось получить финансовую поддержку своего начинания, названного Британской экспедицией для исследования арктического воздушного пути. Помимо «стандартного» набора для полярных путешествий с собой брали два биплана DH.60 Moth — ещё во время путешествий по Шпицбергену и Лабрадору Уоткинс пришёл к выводу, что авиация имеет важное значение для арктических исследований. В состав экспедиции вошли 14 человек, в их числе метеоролог Квинтин Райли, геодезисты Лоуренс Вагер и Альфред Стефенсон, Мартин Линдсей, Джон Раймилл и Фредди Чапмен. Средний возраст участников был 25 лет, и лишь у Уоткинса, Августина Курто и Джеймса Скотта был опыт «полевой» работы.
Джино Уоткинс запомнился не только результатами своих экспедиций, но прежде всего своими лидерскими качествами и тем вдохновением, которым заражал своих последователей. Его молодость, стиль поведения, нетрадиционные методы руководства, уникальная выносливость и психологические и физические качества сделали его не только выдающимся командиром, но настоящим другом всех, кто с ним работал. <> Своим примером он показал, что лучший лидер научной партии не обязательно должен быть сам специалистом, что на самом деле воодушевлённый общей идеей человек может лучше координировать работу специалистов и получить от них максимальную отдачу.
Экспедиция покинула Лондон 6 июля 1930 года на борту промыслового судна «Quest» — корабле последней экспедиции Шеклтона. 24 июля «Quest» достиг восточных берегов Гренландии и в 40 милях к западу от Ангмагссалика была развёрнута экспедиционная база. К 8 сентября на ледниковой шапке острова в 180 милях от базы на высоте 2500 метров (67°05’ с. ш., 41°48’ з. д.) была организована метеостанция, на которой начались непрерывные наблюдения. Одновременно с этим геодезическая партия Стефенсона на «Quest» успешно картографировала 200-мильную береговую линию к северу до фьорда Kangerdlugssuak, при этом «Quest» стал первым судном, которому удалось пройти вглубь него. Оттуда Уоткинсом была проведена аэроразведка, в ходе которой был открыт горный массив, высота гор которого, по оценкам Джино, могла достигать 4500 метров над уровнем моря (позже хребет получил имя первооткрывателя).
Основные драматические события экспедиции развернулись вокруг метеостанции в глубине острова, которая представляла собой вкопанную в снег небольшую двухслойную палатку и установленные рядом с ней измерительные приборы. Предполагалось, что на ней будут работать посменно по двое человек по шесть недель. Первая пара — Линдсей и Райли отработала с 30 августа по 2 октября, второй парой были доктор Бингхэм (англ. E. W. Bingham) и лейтенант Дит (англ. N. H. D'Aeth) — они работали с октября. Им на смену 26 октября вышла партия во главе с Фредди Чапменом, но она столкнулась в пути с чудовищными погодными условиями, из-за чего ей пришлось бросить по пути часть грузов, и даже в «облегчённом варианте» она смогла преодолеть 180 миль только к 3 декабря. Партия Чапмена не смогла доставить провианта и топлива, достаточного для работы на метеостанции до весны двоих человек, но Августин Курто добровольно вызвался провести зимовку в одиночестве. В итоге он провёл на станции пять месяцев, из которых последние шесть недель находился в снежном плену — разразившаяся 22 марта 1931 года снежная буря замуровала Курто в его убежище. В течение зимы предпринимались попытки доставить Курто припасы самолётом, в апреле спасательная партия Скотта с третьей попытки дошла до окрестностей похороненной под снегом станции, но не смогла её найти и 17 апреля вернулась на базу. И только 5 мая 1931 года спасательной партии по руководством Уоткинса удалось обнаружить место бывшей метеостанции по едва выступавшим над поверхностью снега кончику Юнион Джека и вентиляционной трубы и спасти Августина из заточения. К этому времени у него полностью закончились топливо и пища. За ходом этой спасательной эпопеи пристально следили на родине полярников.
После спасения Курто в оставшееся до начала осени время экспедицией были предприняты несколько продолжительных санных поездок во внутренние области Гренландии, Вагер и Стефенсон предприняли попытку восхождения на вершину Форель — вторую по высоте гору острова. Им удалось достичь высоты 3316 метров (максимальной на тот момент). И, наконец, Джино Уоткинс вместе с Курто и Пирси Лемоном совершил 600-мильное путешествие на двух открытых мотоботах вдоль восточного побережья Гренландии от Ангмагссалика до Джулианхаба (Julianahaab) на его западном берегу.
BAARE была признана самой успешной британской арктической экспедицией за последние более чем пятьдесят лет, а её руководитель, который продемонстрировал способность с успехом сочетать методы более ранних исследователей с инновационным использованием современных технологий, был поставлен в один ряд с маститыми исследователями прошлого. Все участники экспедиции были награждены Полярной медалью с «арктической» плашкой (впервые за прошедшие полвека). Сам 24-летний Уоткинс по возвращении на родину был представлен Его величеству в Букингемском дворце и удостоен аудиенций Принца Уэльского и Стенли Болдуина.

### Последняя экспедиция

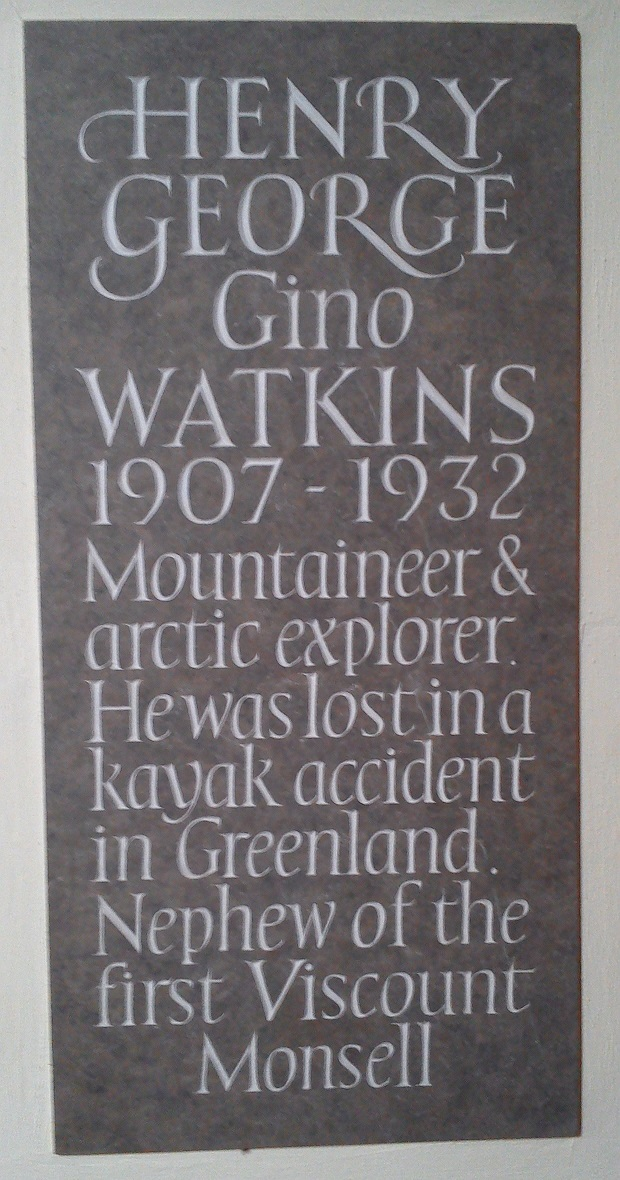
Памятная доска Уоткинсу в церкви Дамблтона

Первоначальной идеей Уоткинса по поводу будущей экспедиции было обогнуть земной шар по северному полярному кругу, но она не нашла поддержки в географическом обществе. Тогда Уоткинс всерьёз приступил к подготовке второй британской Трансантарктической экспедиции (по пересечению Антарктиды от моря Уэдделла до моря Росса — выполнению задачи, так и не реализованной Шеклтоном в 1914 году). Помимо пересечения континента предполагалось выполнение обширнейшей научной программы, но всемирный экономический кризис свёл все планы на нет. В итоге Уоткинс решил вернуться к восточному побережью Гренландии — Pan American World Airways согласилась профинансировать продолжение исследований, начатых в ходе BAARE.
1 августа 1932 года Уоткинс в сопровождении Джона Раймилла, Квинтина Райли и Фредди Чапмена прибыл в Ангмагссалик. В качестве новой базы было выбрано изголовье Лэйк-фьорда (англ. Lake Fjord). 20 августа Уоткинс на каяке отправился на охоту на тюленей в северную часть фьорда к языку стекавшего в залив ледника, с которой так и не вернулся. Через несколько дней спутники Уоткинса нашли лишь его каяк, весло и брюки. Лидер экспедиции был признан погибшим, но, несмотря на это, она продолжила свою работу.

## Награды

### Государственные
- Полярная медаль с пряжкой[англ.] «АРКТИКА 1930—31» (1 ноября 1932, посмертно) — «за участие в Британской экспедиции для исследования арктического воздушного пути 1930—1931 годов»[8].

### Научные
- Золотая медаль основателей Королевского географического общества (1932)[9].
- Медаль Ханса Эгеде[англ.] Королевского Датского географического общества[англ.] (1932)[10].
- Медаль У. С. Брюса[англ.] Королевского Шотландского географического общества[англ.] (1932)[11].

## Память
В его честь назван горный хребет в Восточной Гренландии, а также субантарктический остров в группе островов Биско. Имя исследователя носит благотворительный фонд Gino Watkins Memorial Fund, созданный в 1933 году, который оказывает материальную помощь начинающим полярным исследователям.